# Friedrich zu Wied

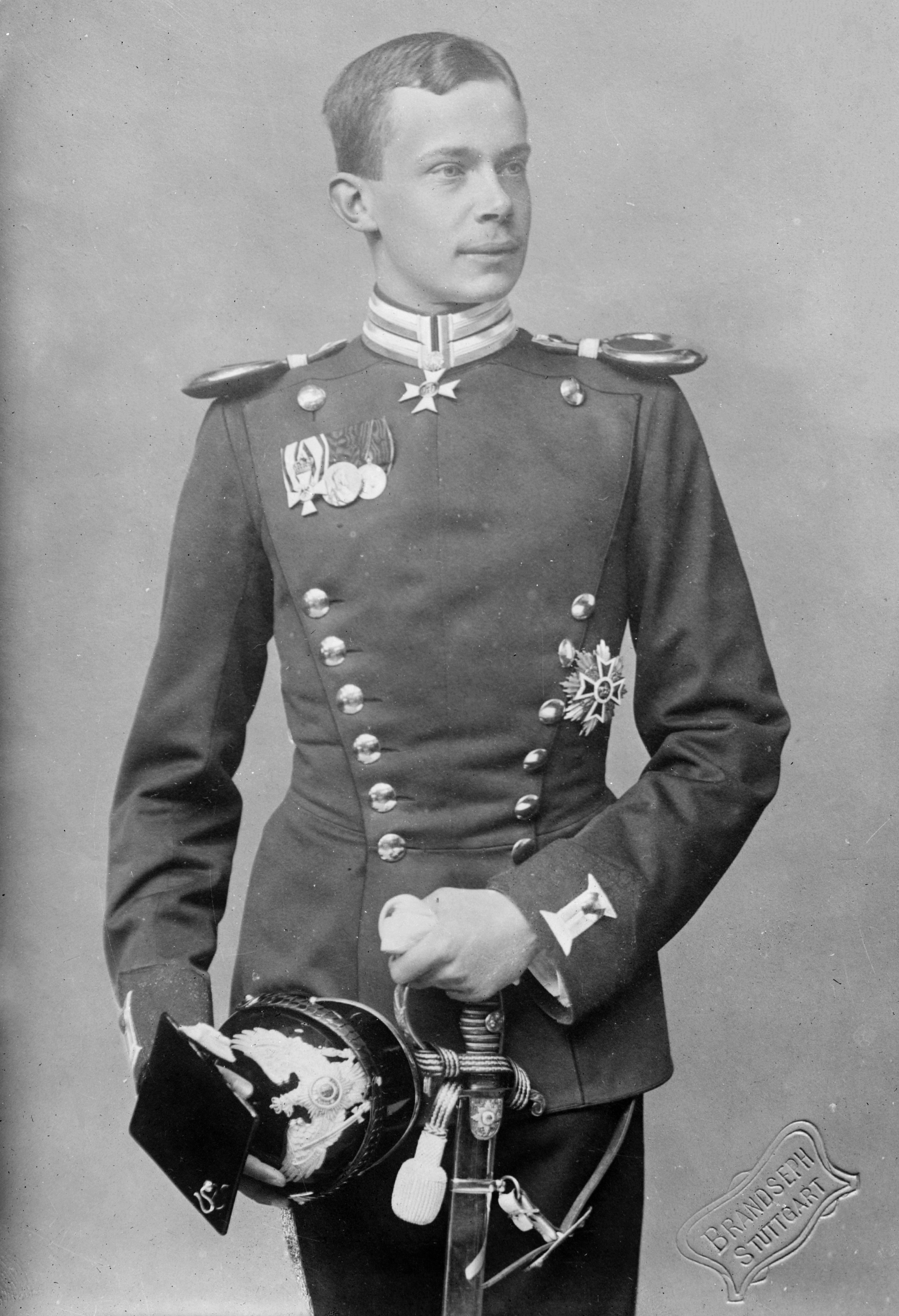
Prinz Friedrich, 1910

Wilhelm Friedrich Hermann Otto Karl 6. Fürst zu Wied, auch Friedrich Fürst zu Wied (* 27. Juni 1872 in Neuwied; † 18. Juni 1945 ebenda), war ein deutscher Adeliger.

## Leben
Friedrich war der Sohn von Wilhelm Fürst zu Wied (1845–1907) und der Prinzessin Marie von Oranien-Nassau, Prinzessin der Niederlande (1841–1910), einer Enkelin des Preußenkönigs Friedrich Wilhelm III. und von Wilhelm I. von Nassau, König der Niederlande. Während seines Studiums an der Universität Bonn war er von 1897 bis 1898 CK beim Corps Borussia Bonn, das ihm 1922 die Corpsschleife verlieh. Er wurde 1907 als Nachfolger seines verstorbenen Vaters regierender Fürst der Standesherrschaft Wied.
Erbprinz Friedrich zu Wied heiratete am 29. Oktober 1898 in Stuttgart Prinzessin Pauline (1877–1965), das einzige überlebende Kind des württembergischen Königs Wilhelm II. von Württemberg (1848–1921) und der Prinzessin Marie zu Waldeck und Pyrmont. Er wurde Offizier à la suite des Dragoner-Regiments „König“ (2. württembergisches) Nr. 26, kurzfristig bei den Olga-Dragonern. Nach der Heirat lebte das Paar zunächst in Potsdam, weil Friedrich dort ein Regiment führte, 1902 verlegten sie ihren Wohnsitz nach Berlin. 1907 übersiedelten sie in die Residenz Neuwied, weil Friedrich nach dem Tod seines Vaters Fürst zu Wied geworden war. 1908 übernahm er das Protektorat des Rheinischen Schützenbundes, das auch schon sein Vater innegehabt hatte.
Während des Ersten Weltkriegs diente er u. a. als Oberst beim Oberkommando der „Heeresgruppe Linsingen“ und wurde am 5. Oktober 1916 durch König Wilhelm II. mit dem Großkreuz des Ordens der Württembergischen Krone mit Schwertern ausgezeichnet.
Von 1930 bis 1932 war Friedrich zu Wied kurz Kommendator der Rheinischen Genossenschaft des Johanniterordens.
Friedrich zu Wied starb am 18. Juni 1945 in Neuwied.

## Nachkommen
- Hermann Wilhelm Friedrich zu Wied (1899–1941)

⚭ 1930 Maria Antonia Gräfin zu Stolberg-Wernigerode (1909–2003), Sohn Friedrich Wilhelm zu Wied
- Dietrich Wilhelm Friedrich Karl Paul zu Wied (1901–1976)

⚭ 1928 Julie Gräfin Grote (1902–1988).

## Galerie

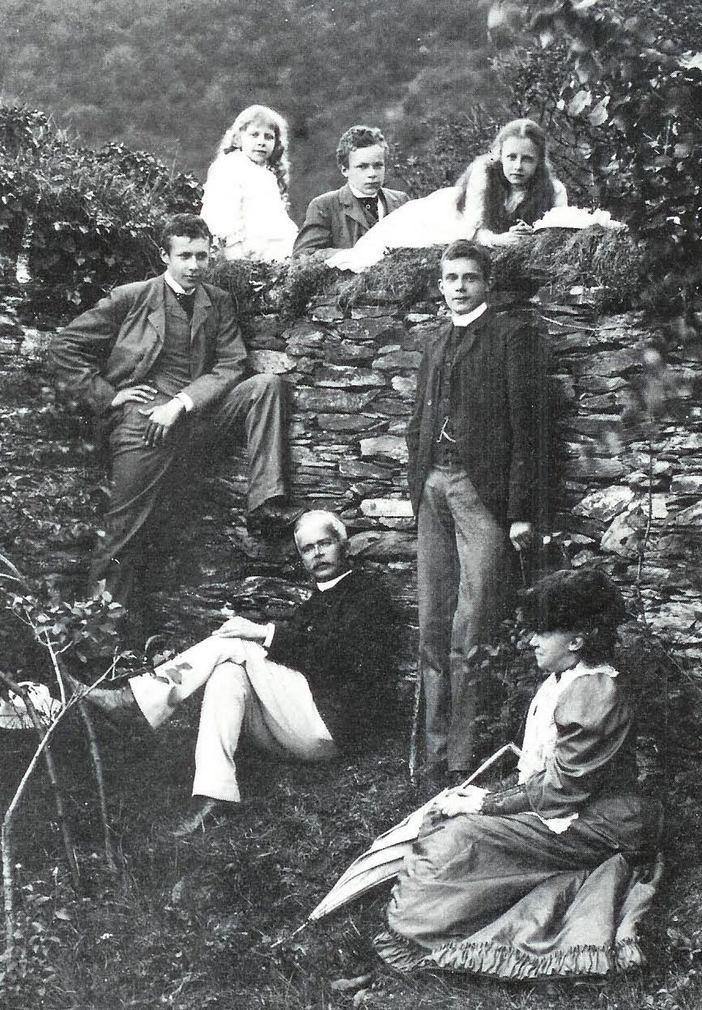
Wilhelm zu Wied und Familie
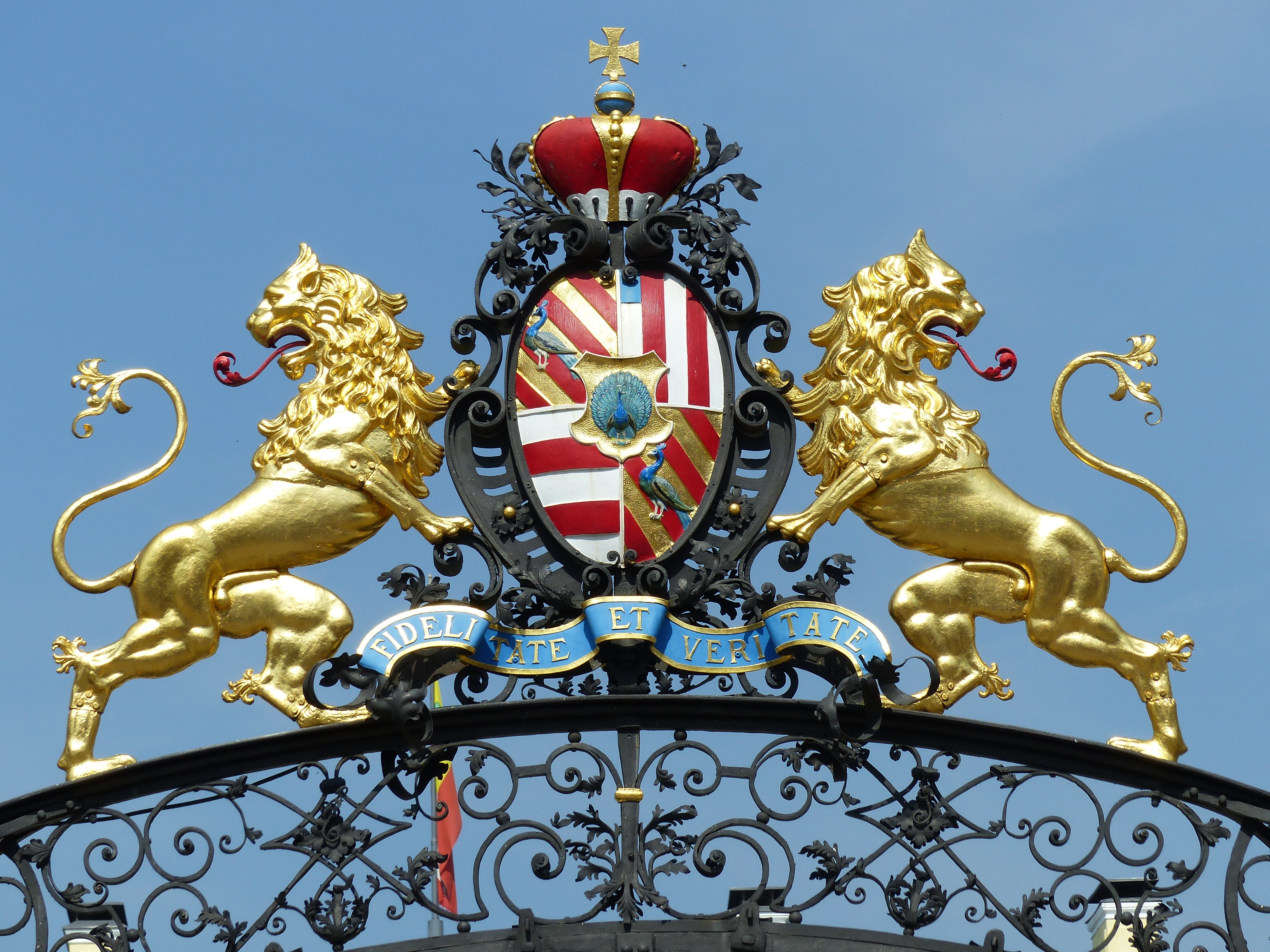
Wappen des fürstlichen Hauses zu Wied über dem Hauptzufahrtstor des Schlosses Neuwied
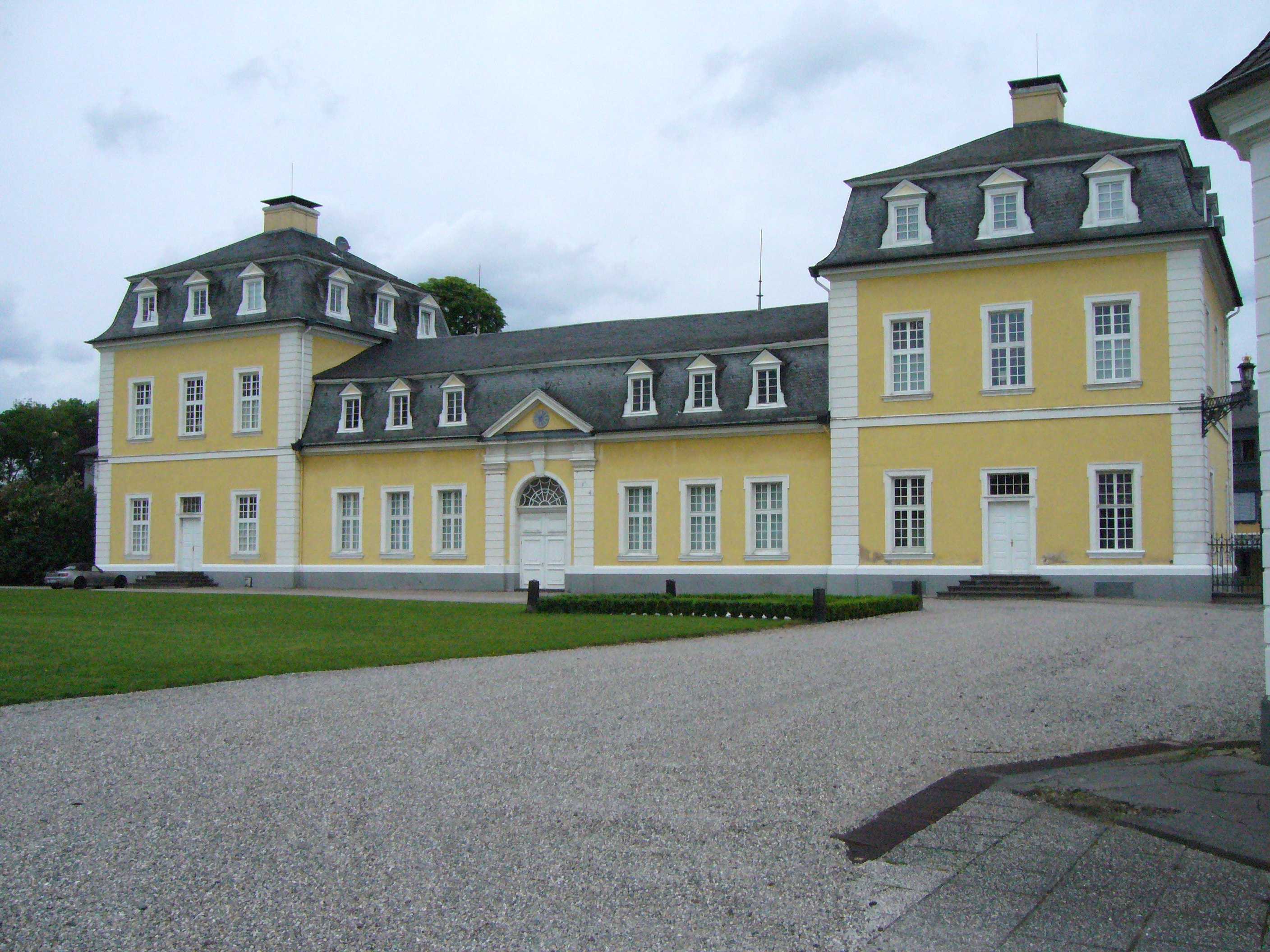
Rechter Flügel des Schlosses Neuwied. Sitz des Fürstlich Wiedischen Archivs